# 三甲三爺宮
22°55′59″N 120°14′12″E / 22.93306°N 120.23653°E

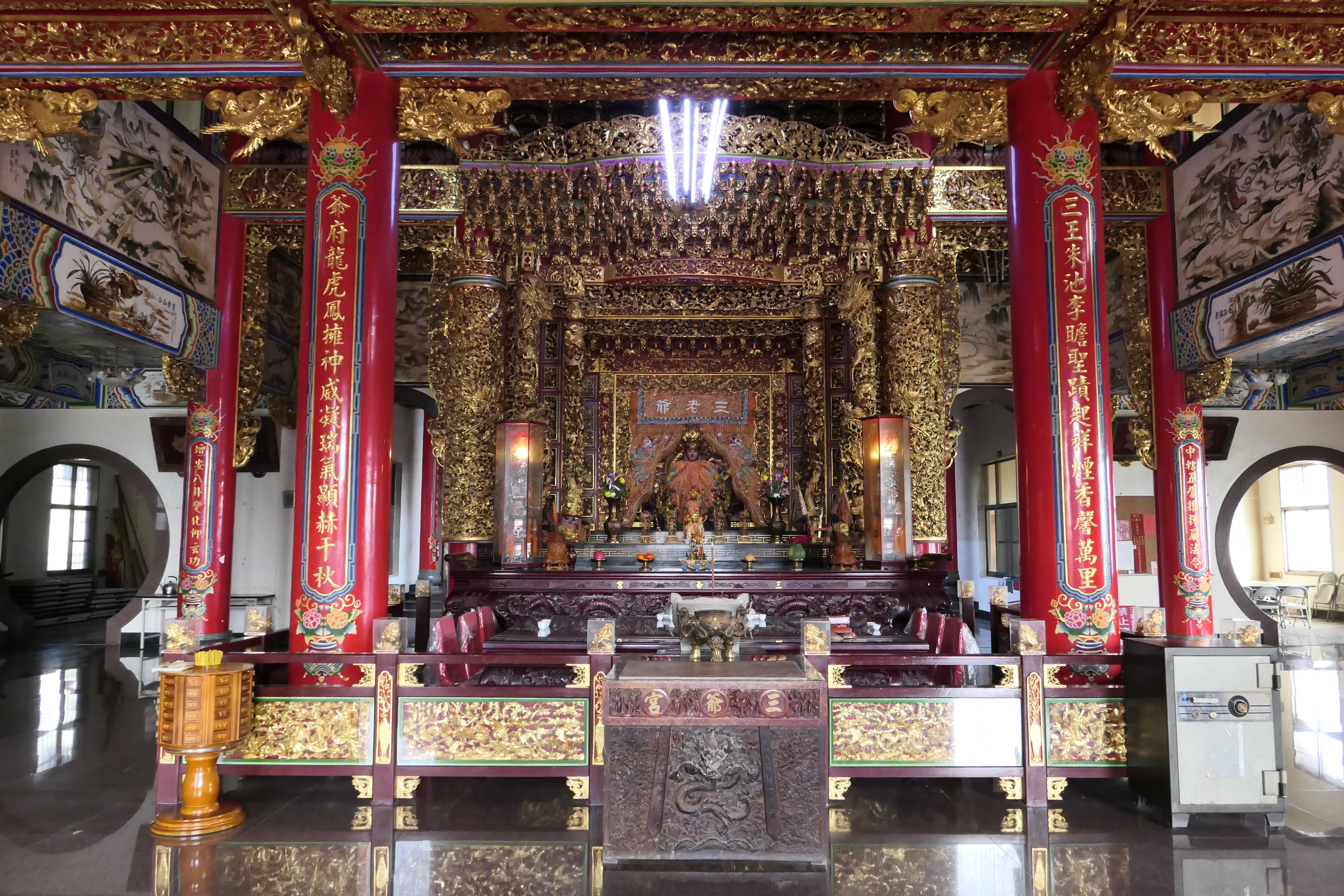
三甲三爺宮正殿

三甲三爺宮位於臺灣臺南市仁德區，是主祀三老爺（朱府千歲、池府千歲、李府千歲）的王爺廟，也是仁德三甲地區的信仰中心。該廟轄境除了三甲（三甲仔）外，還包括三爺宮、十三甲、車路墘（部分）、埔口、紅花園仔、龜仔廍等聚落:282。廟中留有嘉慶四年（1799年）「福惠群黎」與昭和十年（1935年）「禁方濟世」兩面古匾。

## 沿革

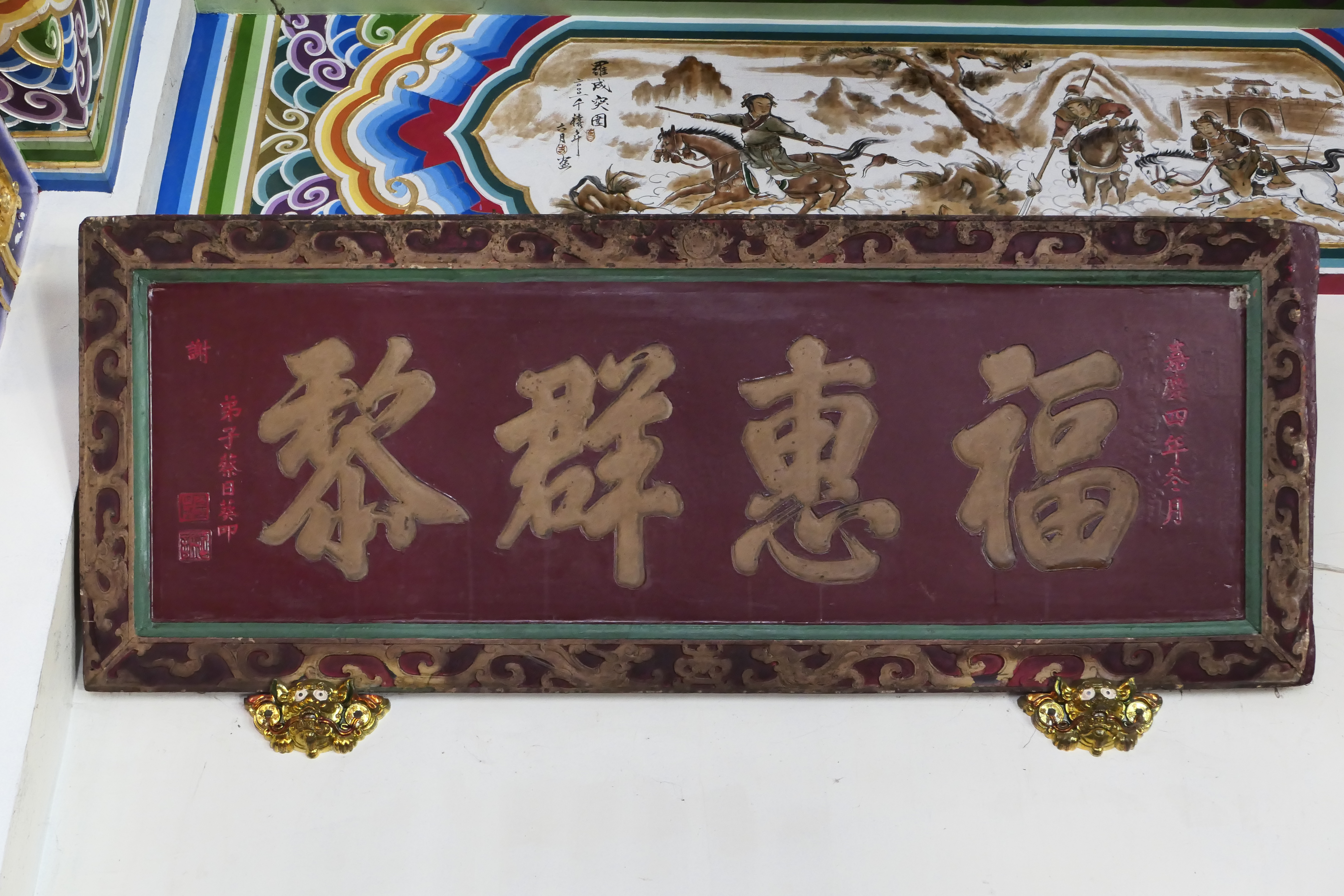
「福惠群黎」匾

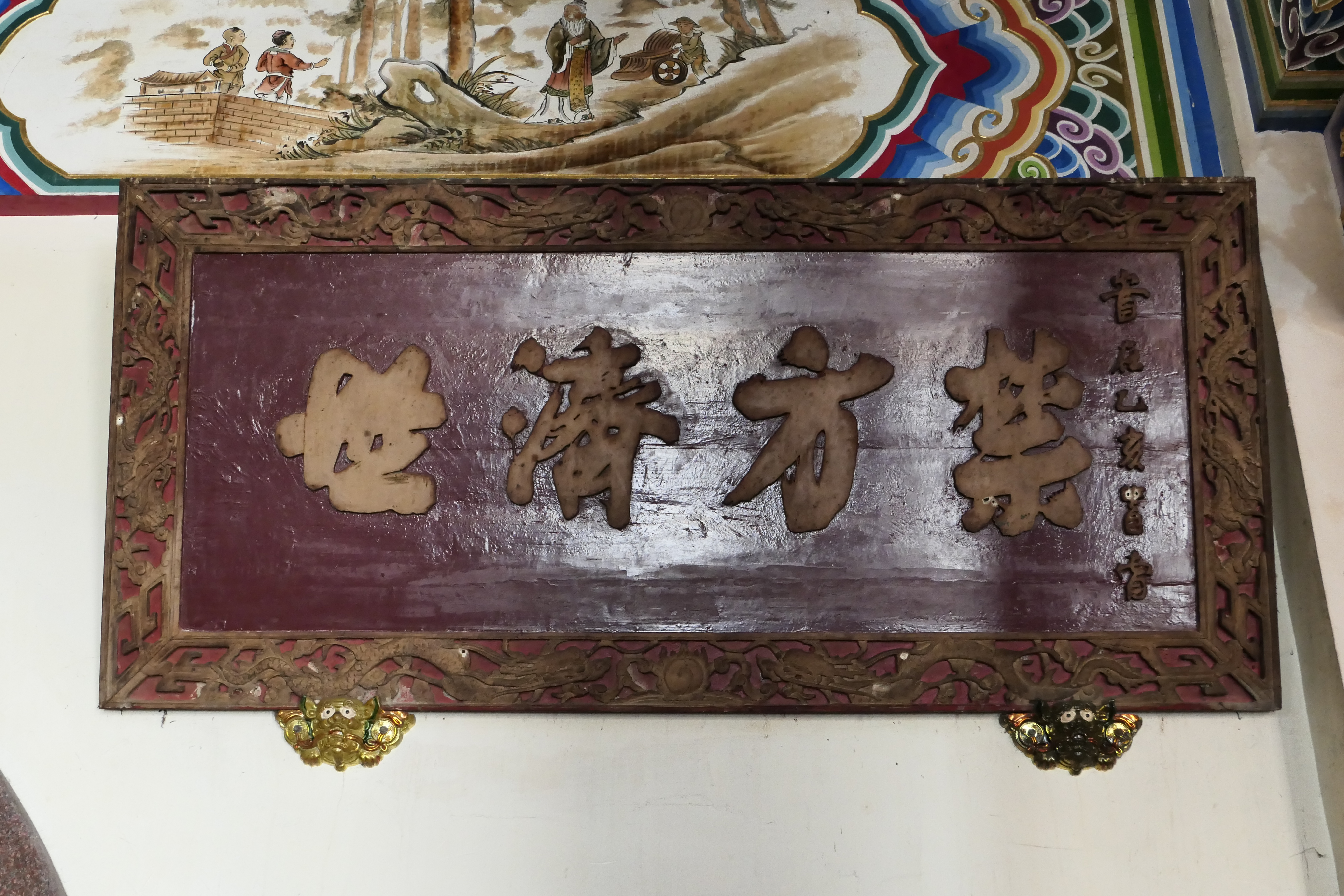
「禁方濟世」匾

三爺宮原址在仁德區農會倉庫一帶，據說創建於清康熙年間，其香火分香自歸仁保西代天府（大人廟）。學者石萬壽認為該廟創建於康熙五十六年（1717年），於乾隆十六年（1751年）搭建簡單的廟宇:384。也有其他說法是認為在乾隆十六年（1751年）才從保西代天府取香火立廟:110。當時的廟址據說在「潭稅橋」一帶:282。
該廟之後在嘉慶四年（1799年）由總理蔡日葵提倡重建。道光二年（1822年）因瘟疫流行，車路墘信徒乃從山頭社（許丹坑）大道公廟（澤清宮）迎來保生大帝供奉。同年（1822年）三爺宮在蔡、蘇、廖三姓耆老提議下，集資擴建。咸豐年間，又有信徒集資修建。
日本大正十二年（1923年），在李看、洪大謨、李順成、林天池等人募資後進行重修。昭和九年（1934年）因開闢道路拆廟，後來經董事李石、吳進生、李順成、曹榮華、李樵、陳三全、洪水、劉得、劉典、葉等、劉里等人發起重建，三爺宮遂東遷到現址。該工程在同年（1934年）11月27日上樑，次年（1935年）落成。
二次大戰後，三爺宮在民國55年（1966年）由醫生張良典及當地信徒葉等、吳糖、李崑德、鄭順謬、吳知屎等人倡議重建，民國57年（1968年）落成。民國73年（1984年）再次重修，主要是針對廟宇屋頂部分。後於民國87年（1998年）重建。2003年再次改建落成:384。

## 祭祀
三爺宮除了主祀的三老爺（三老爺公）之外，還供奉有保生大帝、三府王爺（朱、池、李）、太子爺、福德正神、註生娘娘、虎爺等神祇。與田厝水明殿、凹仔西安宮、車路墘保安宮、上崙崑崙宮有交陪關係。
供奉於前殿的三老爺（又稱三老爺公、三老爺公祖）原為一尊6、7寸高神像，據說是中國商人帶來此處供奉的「朱府千歲」:282。後來原神像據說被戲班盜走，後來才新雕了鎮殿、正身、副身神像:282。
| 神明聖誕:111 | 神明聖誕:111 |
| ------------ | ------------ |
| 神明         | 聖誕日期     |
| 三老爺公     | 四月四日     |
| 李府千歲     | 四月廿六     |
| 池府千歲     | 六月十八     |
| 朱府千歲     | 八月十二     |

## 其他
過去廟方曾請學者石萬壽研究主神來歷，而石萬壽〈臺南縣文賢里埤仔頭街三老爺宮碑記〉一文認為該廟香火來自「萬年州大人廟」（歸仁大人廟、保西代天府），創建於康熙五十六年（1717年），於乾隆十六年（1751年）搭建簡單的廟宇，並認為主神其實是鄭成功:384。但主神實為鄭成功的說法並不被老一輩的信徒所接受，但新一代則有選擇接受此說法的的樣子:384。